# Лафирагогус Коля
Лафирагогус Коля (лат. Laphyragogus kohlii) — редкий пустынный вид песочных ос (Crabronidae) из рода Laphyragogus. Включён в Красную книгу Узбекистана.

## Распространение
Средняя Азия: Таджикистан, Узбекистан и Пакистан. Населяет песчаные участки пустынь, особенно в поймах рек. В Узбекистане отмечен в Бухарской, Кашкадарьинской, Сурхандарьинской областях.

## Описание
Среднего размера осы (около 1 см), желтоватого цвета. Жвалы на своём наружно-вентральном крае имеют вырезку или уступ. Усики самок 12-члениковые, самцов — 13-члениковые. Нижнечелюстные щупики 6-члениковые, а нижнегубные состоят из 4 сегментов (ротовые органы короткие). Глаза большие. Передние крылья с тремя замкнутыми кубитальными ячейками. На средних голенях 1 апикальная шпора. Брюшко сидячее.
Охотятся на бабочек (Lepidoptera), которых перетаскивают в свои подземные гнёзда, временно парализуют жалом и откладывают на них яйцо. Лёт ос отмечен с июня по август. Численность ос повсеместно низкая. Встречается единичными особями. Численность сокращается из-за хозяйственного освоения человеком целинных земель в местах обитания вида.